# Andrews County
Andrews County er et county i den amerikanske delstat Texas, der er placeret i den vestlige del af delstaten og grænser op mod Gaines County i nord, Martin County i øst, Midland County i sydøst, Ector County i syd og mod Winkler County i sydvest. Andrews County grænser også mod delstaten New Mexico i vest.
Andrews Countys totale areal er 3.888 km², hvoraf 1 km² er vand. I 2000 havde Andrews County 13.004 indbyggere. Det administrative centrum ligger i byen Andrews. 
32°18′N 102°38′V / 32.3°N 102.64°V